# Zlatko Jankov
Zlatko Georgiev Jankov, bolgárul: Златко Георгиев Янков; (Burgasz, 1966. június 7. –) bolgár válogatott labdarúgó.
A bolgár válogatott tagjaként részt vett az 1996-os Európa-bajnokságon, illetve az 1994-es és az 1998-as világbajnokságon.

## Sikerei, díjai
Levszki Szofija
- Bolgár bajnok (3): 1992–93, 1993–94, 1995–96
- Bolgár kupa (3): 1990–91, 1991–92, 1993–94

Beşiktaş
- Török kupa (1): 1997–98